# متلازمة لوباني–الصالح–تيبي
متلازمة لوباني–الصالح–تيبي (بالإنجليزية: *Lubani–Al Saleh–Teebi syndrome*) هي اضطراب وراثي نادر للغاية يجمع بين مجموعة من الحالات المرضية في صورة متلازمة، من أبرزها التليف الكيسي، التهاب المعدة بالبكتيريا الحلزونية، وفقر الدم الضخم الأرومات بسبب نقص حمض الفوليك، إضافة إلى تأخر النمو العقلي وبعض التشوهات الطفيفة.
تم وصف هذه المتلازمة لأول مرة عام 1991 من قبل أطباء عرب وهم الدكتور خالد لوباني والدكتور عادل الصالح والدكتور أحمد تيبي، وذلك في تقرير طبي يوثق حالتين شقيقتين من نفس العائلة.

## الأعراض
تشمل المتلازمة الأعراض التالية:
- أعراض التليف الكيسي: مشاكل تنفسية مزمنة، التهابات متكررة في الرئة، سوء امتصاص.
- فقر الدم الضخم الأرومات: نتيجة لنقص حمض الفوليك المزمن.
- التهاب في المعدة بسبب بكتيريا *Helicobacter pylori*.
- تأخر النمو الجسدي والعقلي.
- تشوهات وجهية خفيفة، وقصر القامة.

## الأسباب
يُعتقد أن سبب المتلازمة هو طفرة جينية نادرة تنتقل عبر النمط الوراثي المتنحي الجسدي، حيث يجب أن يحمل الأبوان الجين المصاب ليُصاب الطفل. حتى الآن لم يُحدد الجين المسبب بشكل دقيق، نظراً لندرة الحالات المبلغ عنها.

## التشخيص
يعتمد التشخيص على الجمع بين:
- الأعراض السريرية الظاهرة.
- الفحوصات المخبرية (مثل فحوص الكالسيوم، الفوليك، والاختبارات التنفسية).
- التاريخ العائلي.
- التحليل الجيني (إذا توفر).

## العلاج
لا يوجد علاج شافٍ حتى الآن، والعلاج يهدف إلى:
- السيطرة على التليف الكيسي عبر العلاج الفيزيائي للصدر، والمضادات الحيوية.
- تعويض حمض الفوليك لعلاج فقر الدم.
- علاج البكتيريا الحلزونية عبر مضادات موجهة.
- تقديم دعم نفسي وتأهيلي للأطفال المصابين.

## الانتشار الجغرافي
حتى اليوم، لم يُبلغ إلا عن حالتين فقط ضمن عائلة واحدة. لذلك تُصنف هذه المتلازمة ضمن الأمراض النادرة جدًا. معظم التقارير منشورة في الشرق الأوسط، ويُعتقد أن وجود زواج الأقارب قد يزيد من خطر ظهورها في تلك المناطق.

## التسمية
سُميت المتلازمة على اسم الأطباء الذين وثقوا أول حالاتها: الدكتور خالد لوباني، والدكتور عادل الصالح، والدكتور أحمد تيبي، وهم من أطباء الأطفال في منطقة الشرق الأوسط.